# Martha Nussbaum
Martha Craven Nussbaum (Nova York, 6 de maio de 1947) é uma filósofa estadunidense particularmente interessada em filosofia grega, romana, filosofia política e ética. É uma das mais importantes filósofas dos Estados Unidos. 
Em setembro de 2005, Nussbaum foi relacionada entre os 100 intelectuais mais influentes do mundo numa enquete feita pela Foreign Policy.
Martha Nussbaum já publicou mais de 24 livros e 509 artigos, além de ter recebido 57 títulos honoríficos. Em 2014, Nussbaum esteve à frente das Conferências John Locke, da Universidade de Oxford, a mais conceituada série de palestras no campo da filosofia – é a segunda mulher a assumir o posto. Em 2015, recebeu o Prêmio Inamori de Ética, concedido a líderes que contribuem para a melhoria da condição humana. Em junho de 2016, ganhou o prêmio Kyoto – com uma dotação de 500 mil dólares, juntando-se, assim, a um pequeno grupo de filósofos que inclui Karl Popper e Jürgen Habermas.

## Vida acadêmica
Presentemente, Nussbaum é a titular da cátedra Ernst Freund Distinguished Service Professor of Law and Ethics na Universidade de Chicago, cadeira que implica vínculos com o Departamento de Filosofia, a Escola de Direito e a de Divindade. Anteriormente, ela lecionou como professora titular em Harvard e Brown. Na primavera de 2007, foi professora visitante da Harvard Law School.[carece de fontes?]
Ao contrário de muitos filósofos, Nussbaum tem uma prosa elegante e lírica, que descreve com emoção a dor de reconhecer as próprias vulnerabilidades – pré-requisito para uma vida ética, segundo ela. Almeja um “estilo de escrita que não constitua uma negação”, um modo de descrever experiências emocionais sem delas apartar o sentimento. E desaprova o estilo convencional da prosa filosófica, que julga “científica, abstrata, de uma insipidez higiênica”, além de desconectada dos problemas de seu tempo. Como Narciso, diz, a filosofia se apaixona pela própria imagem e se afoga.

## Obras
- Justice for Animals: Our Collective Responsibility (New York: Simon & Schuster, 2023, ISBN 9781982102524)
- A fragilidade da bondade (Editora WMF Martins Fontes, 2009)
- Sem fins lucrativos (Editora WMF Martins Fontes, 2015)
- Fronteiras da justiçá (Editora WMF Martins Fontes, 2013)
- Aristotle's De Motu Animalium (1978)
- The Fragility of Goodness: Luck and Ethics in Greek Tragedy and Philosophy (1986). ISBN 0521257689 (2ª. edição em 2001, ISBN 052179126X).
- Love's Knowledge (1990)
- Nussbaum, Martha e Amelie Oksenberg Rorty. Essays on Aristotle's De Anima. Oxford: Clarendon Press, 1992.
- Nussbaum, Martha e Amartya Sen. The Quality of Life. Oxford: Clarendon Press, 1993.
- The Therapy of Desire (1994)
- Poetic Justice (1996)
- For Love of Country (1996)
- Cultivating Humanity: A Classical Defense of Reform in Liberal Education (1997)
- Sex and Social Justice (1998)
- Plato's Republic: The Good Society and The Deformation of Desire (1998)
- Women and Human Development: The Capabilities Approach (2000)
- Upheavals of Thought: The Intelligence of Emotions (2001)
- Hiding From Humanity: Disgust, Shame, and the Law (2004)
- Animal Rights: Current Debates and New Directions (ed. com Cass Sunstein) (2004)
- Frontiers of Justice: Disability, Nationality, Species Membership (2006)
- The Clash Within: Democracy, Religious Violence, and India's Future, (2007) ISBN 0-674-02482-6.
- Not for Profit: Why Democracy Needs the Humanities, Princeton University Press, (2010)
- Political Emotions: Why Love Matters For Justice, The Belknap Press of Harvard University Press, Cambridge, Mass. 2013, ISBN 978-0-674-72465-5
- Anger and Forgiveness: Resentment, Generosity, Justice (Oxford: Oxford University Press 2016)